# Керолайн Порко
Керолайн Порко (англ. Carolyn Porco, 6 березня 1953, Нью-Йорк) — американська планетолог.

## Життєпис
Керолайн Порко народилася 6 березня 1953 року в Нью-Йорку. Здобула середню освіту в школі «Cardinal Spellman High School» у Бронксі. 1974 року здобула ступінь бакалавра в університеті Штату Нью-Йорк в Стоуні-Брук. Науковий ступінь Ph.D. Керолайн Порко здобула в Каліфорнійському технологічному інституті, де навчалася на відділенні геології та планетології. Дисертація Порко присвячена відкриттям зонда Вояджер, зокрема дослідженню кілець Сатурна. Керівником дисертації Порко був астрофізик Пітер Голдрайх.
У 1980-х роках працювала над обробкою зображень для програми «Вояджер». Наразі керує групою з обробки зображень місії «Кассіні — Гюйгенс» та бере участь у програмі «Нью-Горайзонс».
2008 року журнал Wired включив її до списку 15 людей, до яких повинен прислухатися наступний президент США. За публічні виступи у 2010 році була нагороджена медаллю Карла Сагана.
Керолайн Порко є автором та співавтором понад 110 наукових праць з різноманітних тем: спектроскопія Урана та Нептуна, дослідження міжзоряного простору, фотометрії планетарних кілець, взаємодії супутників та планетарних кілець, комп'ютерна симуляція планетарних кілець, дослідження термічного балансу полюсних шапок Тритона, теплового потоку всередині Юпітера, дослідження зображень в рамках програми «Кассіні — Гюйгенс».
На честь Керолайн Порко названо астероїд 7231 Порко, відкритий 1985 року Едвардом Бовеллом.